# Округ Џеролд (Јужна Дакота)
Џеролд (енгл. Jerauld County) је округ у америчкој савезној држави Јужна Дакота.

## Демографија
По попису из 2010. године број становника је 2.071, што је 224 (-9,8%) становника мање него 2000. године.
| Група             | 2000.         | 2010.         |
| Белци             | 2.265 (98,7%) | 1.960 (94,6%) |
| Афроамериканци    | 0 (0,0%)      | 1 (0,0%)      |
| Азијати           | 3 (0,1%)      | 4 (0,2%)      |
| Хиспаноамериканци | 7 (0,3%)      | 84 (4,1%)     |
| Укупно            | 2.295         | 2.071         |